# Francisco Lameyer

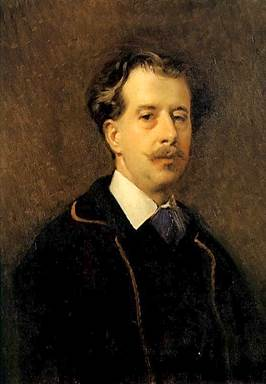
Francisco Lameyer

Francisco Lameyer, vollständig Francisco Lameyer y Berenguer (geboren am 13. September 1825 in El Puerto de Santa María, Bahía de Cádiz; gestorben am 3. Juni 1877 in Madrid), war ein spanischer Grafiker, Maler, Radierer, Meisterzeichner, Soldat und Reisender.

## Familiäre Herkunft
Lameyer war ein Sohn, das zweite von vier Kindern, des Kaufmanns Francisco de Paula Lameyer y Marconié und dessen Frau Belén Berenguer y Rodríguez de Nava. Er wurde drei Tage nach der Geburt getauft und kam schon als Kind 1839 mit seinen Eltern nach Madrid. Lameyer stammte väterlicherseits von deutschen Vorfahren ab, sein Großvater Gerardo (Gerhard) Lameyer († 1818) stammte aus Bremen, war Konsularagent Seiner Majestät von Preußen und heiratete die Spanierin Juliana Marconié. Er war vermutlich ein Sohn des Bremer Kaufmanns Johann Matthias Lameyer (1752–1825). Seine drei Geschwister waren:
- Gerardo (Johann Diedrich Gerhard) Lameyer y Berenguer (1824–1889), nahm nach dem Tod des jüngsten Bruders dessen fünf Kinder auf.
- Amalia Lameyer y Berenguer (* 1827) ⚭ mit dem Marineminister Antonio de Santa Cruz y Blasco, hatte einen Sohn
- Federico Lameyer y Berenguer (* 1832 – 11. August 1875) wurde Soldat und starb auf den Philippinen, wo er fünf Kinder hinterließ.

## Wirken als Künstler
Lameyer besuchte von 1840 bis 1843 die Real Academia de Bellas Artes de San Fernando, wo er unter anderem von Juan de Ribera unterrichtet wurde und gemeinsam mit den Malern Luis de Madrazo y Kuntz (1825–1897) und Manuel Castellanos (1826–1880) arbeitete. Er fertigte Historienbilder, mythologischen Kompositionen, Genreszenen und Karikaturen und arbeitete als Aquarellist, Kupferstecher und Illustrator. Er schuf zunächst als Mitarbeiter von Leonardo Alenza zahlreiche Lithografien, Radierungen. Er war unter anderem Gehilfe bei der Herstellung von Holzschnitten zu den Bänden 2 und 3 der Obras de Quevedo, die von  Vicente Castelló y Gonzales del Campo herausgegeben wurden (beispielsweise die Historia de la vida del Buscón von Francisco de Quevedo) und war einer der Illustratoren für die Escenas andaluzas (1843, rund 125 Holzschnitte) von Serafín Estébanez Calderón und die Collección de Romances (1848) von Juan Eugenio Hartzenbusch.
Zudem war Lameyer für mehrere spanische Zeitschriften wie die El Siglo pintoresco (1845–1847) oder die El Semanario pintoresco (Neue Folge ab 1846) tätig und veröffentlichte 1850 eine Mappe mit zwanzig Radierungen (spanisch Dibujos al agua fuerte), in denen er die Trachten und Bräuche seiner Zeit karikierte. Seine Darstellungen des Madrider Straßenleben zeigen oftmals Bettler, Bohemiens, Gesindel, Kinder oder Mauren. Neben Radierungen malte er Genreszenen in Öl- und Aquarell und Gemälde aus dem marokkanischen Leben. Lameyer fertigte zudem Kopien von Werken Francisco de Goyas und ließ sich von dessen Capricen und vom Stierkampf beeinflussen. Im Jahr 1852 kam er nach Paris. Er bereiste unter anderem mit dem Maler Marià Fortuny 1863 Marokko, lebte dann in Bordeaux und Paris und ließ sich schließlich in Madrid nieder.

## Militärische Laufbahn
Lameyer trat im Mai 1843 als Unteroffizier in das Verwaltungskorps der Marine ein, eine Position, die er bis 1848 innehatte. Um 1844 restaurierte er unentgeltlich eine Reihe von Porträts für das Marinemuseum. 1849 war er für anderthalb Jahre an Bord des Dampfers Lepanto eingesetzt und bereiste das Mittelmeer. Er nahm im Mai 1849 an der Expedition von General Fernando Fernández de Córdova zur Unterstützung des Papstes Pius IX. teil. Lameyer war bis Februar 1861 in der Marine tätig, so dass er seinen kulturellen Horizont  durch Reisen erweitern konnte. Diese führten ihn nicht nur nach Frankreich, Italien und Marokko, sondern auch in südliche und östliche Länder wie Ägypten, China, Japan, Palästina und die Philippinen. Werke, die während seiner Tätigkeit auf der Lepanto entstanden wurden im Marinemuseum dokumentiert, darunter eine signierte Bleistiftzeichnung eines Porträts von Pedro Riudavets y Tudurí, die 1849 während seines Aufenthalts in Neapel entstand. 1850 wurde er zum Generalkontrolleur der Marine, im April 1854 zum Ersten Offizier ernannt und als Kontrolleur der Marine zum Marinestützpunkt Cavite auf die Philippinen versetzt. Während der Reise dorthin, die drei Monate dauerte, wurde er zum Ehrenkriegskommissar ernannt. Auch sein jüngerer Bruder Federico gehörte dem Marinecorps an. Im April 1856 wurde Lameyer zum Kommandeur des Départements Philippinen ernannt und verließ 1859 Cavite, da er an einem Muskelrheuma erkrankte. Da sich seine Beschwerden bis Mitte 1860 nicht besserten, ging er nach Alhama de Aragón, um die dortigen Thermalbäder aufzusuchen. Da sich sein Gesundheitszustand weiter verschlechterte bat er um seine Entlassung, die ihm am 14. Februar 1861 gewährt wurde.

## Familie
Um 1844/1845 war Lameyer mit Isabel Soriano († 9. April 1854) liiert, einer Tochter des Blas Soriano und der Micaela Aragón, sowie die Nichte von Alejandro de la Peña († 16. Juli 1848), der als Hausmeister an der Königlichen Akademie der Schönen Künste von San Fernando arbeitete. Mit ihr hatte er zwei Kinder, die jedoch früh verstarben. Lameyer erkannte diese offiziell als seine Kinder an, war jedoch nicht mit Isabel Soriano verheiratet, die in ärmlichen Verhältnissen verstarb.
- Francisco de Paula (* 2. April 1845 – 21. Juni 1848) wurde nach seinem Großvater väterlicherseits benannt und am 8. April auf den Namen Francisco de Paula Lameyer Soriano getauft.
- Alfredo Aureliano Lameyer Soriano (* 8. Februar 1848 – 30. Juni 1849) wurde am Tag der Geburt getauft.

## Werke (Auswahl)
- 1841: Un capricho de un suicidio

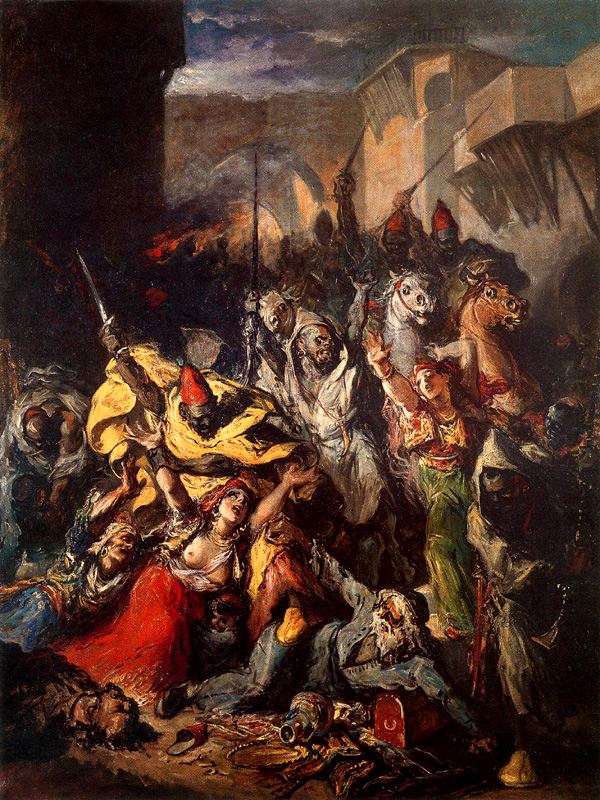
Asalto de moros a un barrio judío

- 1844: Illustrationen für La Vida del Lazarillo de Tormes
- Schlacht bei Uclés (Ölgemälde)
- 1865: Asalto de moros a un barrio judío (Ölgemälde, Maurischer Angriff auf ein jüdisches Viertel)
- 1870: Retrato de Belén Berenguer, madre del artista (Bildnis der Mutter des Künstlers)
- 1876: Bildnis seines 16-jährigen Neffen José Lameyer González

Das Gemälde Asalto de moros a un barrio judío beschreibt den gewaltsamen Einbruch einer Horde Mauren, die in eine enge Gasse im jüdischen Viertel in Tétouan einreiten und die Bewohner überrennen. Im Vordergrund liegt ein alter Mann unter dem sein Reichtum auf dem Boden verstreut liegt. Zwei Frauen versuchen mit erhobenen Händen und ihren Körpern ein Kleinkind zu beschützen. Die Architektur der hohen Gebäude ist schlicht dargestellt, am Himmel scheinen die Wolken von einem nahenden Gewitter zu künden. Lameyers Bild ähnelt darin denen des französischen Orientalisten Eugène Delacroix, dessen Werke er 1852 während seines Aufenthalts in Paris in der Gesellschaft von Luis de Madrazo bewunderte. Möglicherweise ließ er sich dabei von dessen Gemälden Der Tod des Sardanapal (1828) oder Die jüdische Hochzeit in Marokko (1841, Link) inspirieren, die sich im Louvre befinden.